# خوان لازو كروز
خوان لازو كروز (بالإسبانية: Juan Lazo Cruz)‏ (19 نوفمبر 1977 في السلفادور - ) هو لاعب كرة قدم سلفادوري في مركز الوسط. شارك مع منتخب السلفادور تحت 20 سنة لكرة القدم. أما مع النوادي، فقد لعب مع نادي أليانزا ‏ ونادي سانتانيكوس أسوشيتد وأونسي مونيسيبال ‏ وC.D. Arcense ‏ وأونص لوبوس ‏ ونادي أكويلا.